# Подземное хранение газа

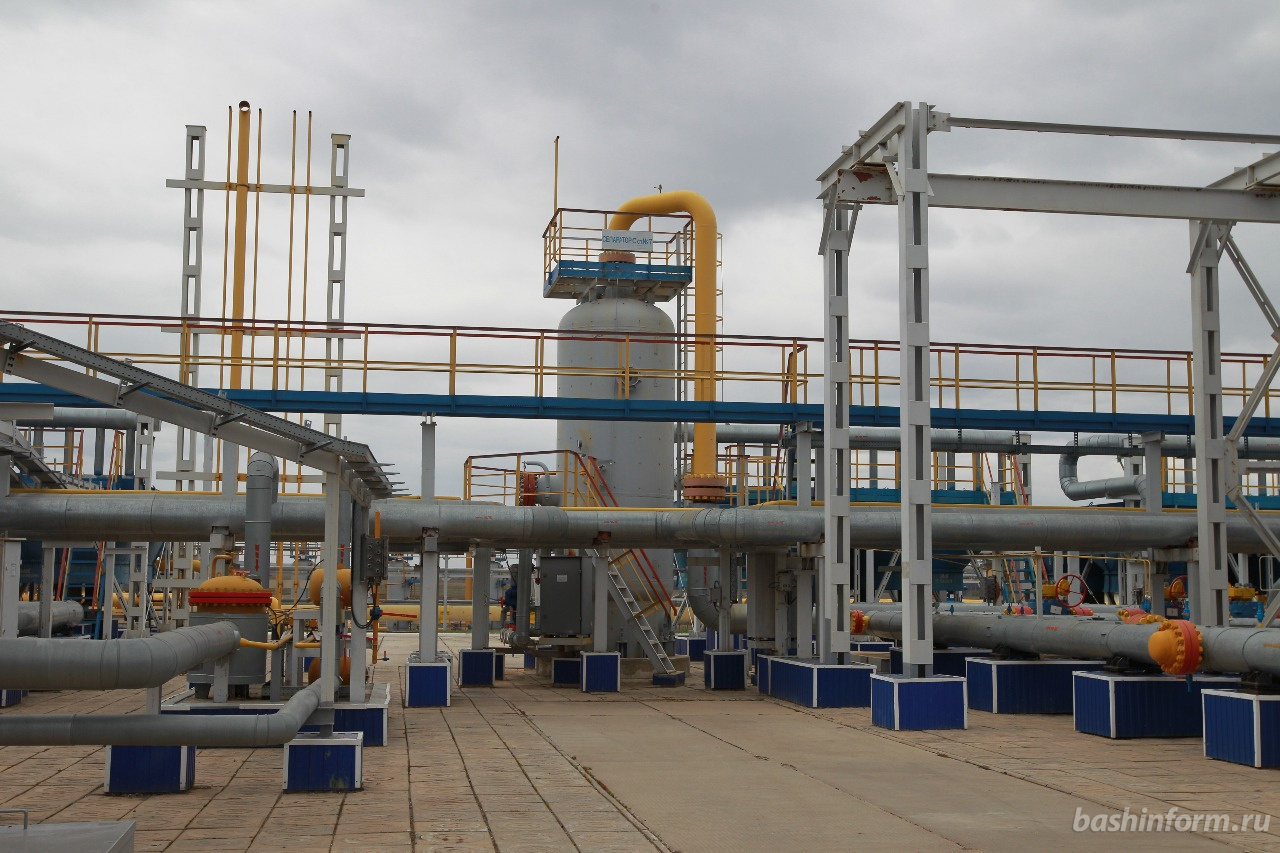
Канчуринско-Мусинский комплекс подземного хранения газа в Башкортостане, Россия

Подземное хранение газа — технологический процесс закачки, отбора и хранения газа в пластах-коллекторах и выработках-ёмкостях, созданных в каменной соли и в других горных породах.
Подземное хранилище газа (ПХГ) — это комплекс инженерно-технических сооружений в пластах-коллекторах геологических структур, горных выработках, а также в выработках-ёмкостях, созданных в отложениях каменных солей, предназначенных для закачки, хранения и последующего отбора газа, который включает участок недр, ограниченный горным отводом, фонд скважин различного назначения, системы сбора и подготовки газа, компрессорные цеха.
Подземные хранилища газа сооружаются вблизи трассы магистральных газопроводов и крупных газопотребляющих центров для возможности оперативного покрытия пиковых расходов газа. Они создаются и используются с целью компенсации неравномерности (сезонной, недельной, суточной) газопотребления, а также для резервирования газа на случай аварий на газопроводах и для создания стратегических запасов газа.
В настоящее время наибольшее распространение получили ПХГ, созданные в пористых пластах (истощённые месторождения и водоносные структуры). Кроме пористых пластов пригодны для создания хранилищ и залежи каменных солей (создаваемые путём размыва так называемой каверны), а также в горных выработках залежей каменного угля и других полезных ископаемых.
Всего в мире действует более 600 подземных хранилищ газа общей активной ёмкостью порядка 340 млрд м³.
Наибольший объём резерва газа хранится в ПХГ, созданных на базе истощённых газовых и газоконденсатных месторождений. Менее ёмкими хранилищами являются соляные каверны, есть также единичные случаи создания ПХГ в кавернах твёрдых пород.

## Типы газовых хранилищ
Газовое хранилище представляет собой геологическую структуру или искусственный резервуар, используемый для хранения газа. Работа хранилища характеризуется двумя основными параметрами — объёмным и мощностным. Первый характеризует ёмкость хранилища — активный и буферный объёмы газа; второй показатель характеризует суточную производительность при отборе и закачке газа, продолжительность периода работы хранилища при максимальной производительности.
По режиму работы ПХГ подразделяются на базисные и пиковые.
Базисное ПХГ предназначено для циклической эксплуатации в базисном технологическом режиме, который характеризуется сравнительно небольшими отклонениями (увеличением или уменьшением в пределах от 10 до 15 %) суточной производительности ПХГ при отборах и закачках газа от среднемесячных значений производительности.
Пиковое ПХГ предназначено для циклической эксплуатации в пиковом технологическом режиме, который характеризуется значительными приростами (пиками) свыше 10-15 % суточной производительности ПХГ в течение нескольких суток при отборах и закачках газа относительно среднемесячных значений производительности.
По назначению ПХГ подразделяются на базовые, районные и локальные.
Базовое ПХГ характеризуется объёмом активного газа до нескольких десятков миллиардов кубических метров и производительностью до нескольких сотен миллионов кубических метров в сутки, имеет региональное значение и влияет на газотранспортную систему и газодобывающие предприятия.
Районное ПХГ характеризуется объёмом активного газа до нескольких миллиардов кубических метров и производительностью до нескольких десятков миллионов кубических метров в сутки, имеет районное значение и влияет на группы потребителей и участки газотранспортной системы (на газодобывающие предприятия при их наличии).
Локальное ПХГ характеризуется объёмом активного газа до нескольких сотен миллионов кубических метров и производительностью до нескольких миллионов кубических метров в сутки, имеет локальное значение и область влияния, ограниченную отдельными потребителями.
По типу различают наземные и подземные газовые хранилища. К наземным относятся газгольдеры (для хранения природного газа в газообразном виде) и изотермические резервуары (для хранения сжиженного природного газа), к подземным — хранилища газа в пористых структурах, в соляных кавернах и горных выработках.

## Создание ПХГ

### Подземные хранилища газа в истощённых месторождениях

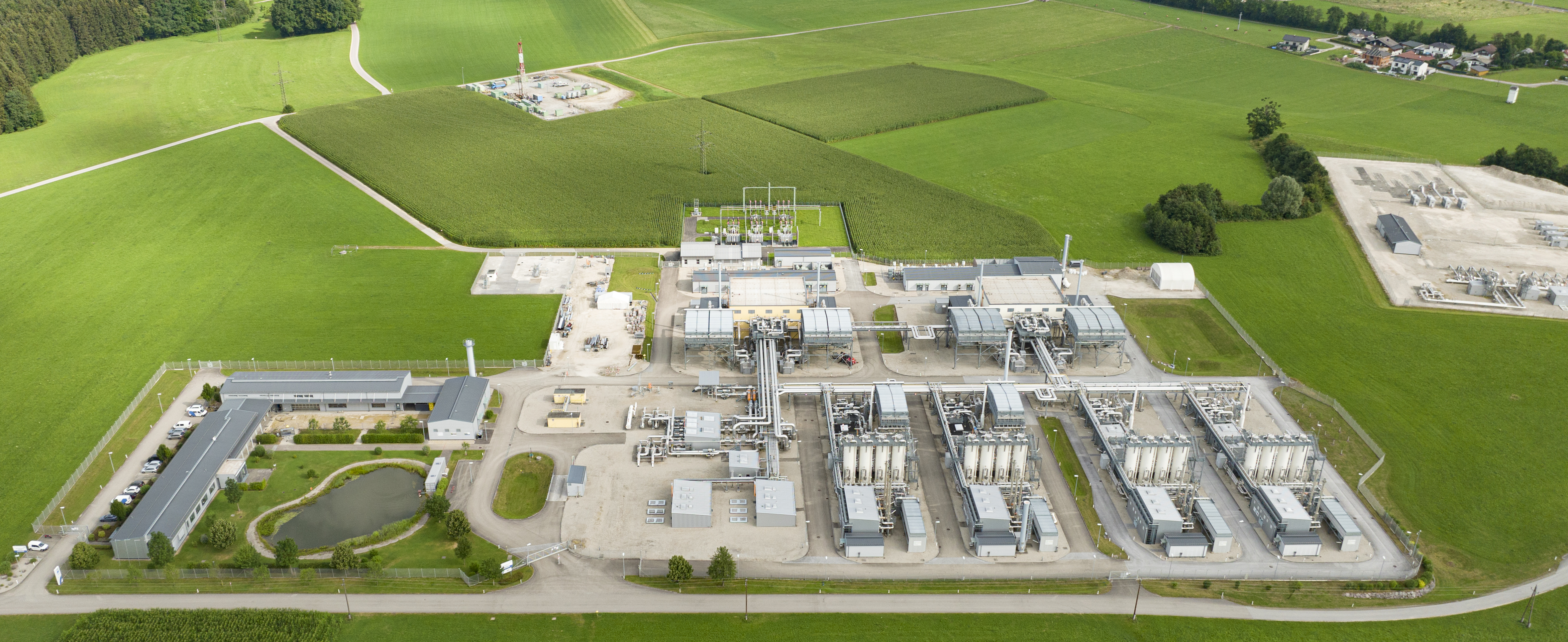
Комплекс наземных сооружений на Хайдахское ПХГ ёмкостью около 2,9 млрд м^{3} в Австрии

Первая в мире опытная закачка газа в истощённое газовое месторождение была проведена в 1915 г. в Канаде (месторождение Уэлленд-Каунти), первое промышленное ПХГ ёмкостью 62 млн м³ было создано в 1916 г. в США (газовое месторождение Зоар, район
г. Буффало).
В России первое ПХГ в истощённом месторождении было создано в 1958 г. на базе мелких выработанных залежей газа месторождений Куйбышевской (ныне Самарской) области. Успешное проведение закачки и последовавший отбор газа способствовали усилению работ в области подземного хранения газа по всей стране. В том же году началась закачка газа в Елшанское (Саратовская область) и в Аманакское (Куйбышевская область) истощённые газовые месторождения.
В 1979 г. начато создание крупнейшего в мире хранилища в истощённом газовом месторождении — Северо-Ставропольского (Ставропольский край). Площадь горного отвода ПХГ составляет более 680 км². Оно создано на основе истощённых одноимённых газовых месторождений в зелёной свите (1979 г.) и хадумском горизонте (1984 г.) при аномально низких пластовых давлениях. Данные горизонты являются самостоятельными эксплуатационными объектами, расположенными на глубинах 1000 и 800 м, и существенно различаются по своим характеристикам и режимам работы. При строительстве Северо-Ставропольского ПХГ в хадумском горизонте создан долгосрочный резерв, который может быть отобран из хранилища после периода отбора, даже если не производилась дополнительная закачка газа.
Закачивание и потребление газа из подземных хранилищ производится газокомпрессорными станциями, к примеру так было на Бильче-Волицко-Угерском подземном хранилище газа.

### Подземные хранилища газа в водоносных пластах
Первое ПХГ в водоносном пласте было создано в 1946 г. в США — ПХГ Doe Run Upper (штат Кентукки).
В СССР первое газохранилище в водоносном пласте было создано в 1955 г. в районе г. Калуги — Калужское ПХГ (проектный объём активного газа — 480 млн м³).  Затем было обустроено крупное региональное хранилище в Латвийской ССР - Инчукалнсское, с объёмом активного газа 2.1 млрд кубометров. Крупнейшее в мире хранилище в водоносном пласте — Касимовское ПХГ (Рязанская область) — было создано в 1977 г. (проектный объём активного газа — 4,5 млрд м³). Разработчиками проектов этих хранилищ были институты "Гипроспецгаз" и ВНИИГаз под руководством доктора технических наук С.Н. Бузинова.

### Подземные хранилища газа в соляных кавернах
Подземные хранилища в соляных кавернах используются преимущественно для покрытия пиковых нагрузок, поскольку могут эксплуатироваться в «рывковом» режиме с производительностью отбора, на порядок превышающей производительность отбора из ПХГ в пористых структурах, а количество циклов может достигать до 20 в год.
По этим причинам созданию ПХГ в каменной соли уделяется большое внимание в развитых странах. Это также связано и с рыночными условиями функционирования системы газоснабжения, так как ПХГ в каменной соли могут служить для компенсации краткосрочных колебаний газопотребления, предотвращения штрафов за дисбаланс в поставках газа из-за аварий на газопроводах, а также планирования закупок на региональном уровне с учётом ежемесячных или суточных колебаний цен на газ.
В мире создано порядка 70 ПХГ в отложениях каменной соли с общей активной ёмкостью около 30 млрд м³.
Наибольшее количество ПХГ в соляных кавернах эксплуатируется в США — 31 ПХГ, общая активная ёмкость которых составляет порядка 8 млрд м³, а суммарный объём отбора более 200 млн м³/сут.
В Германии эксплуатируется 19 ПХГ в соляных кавернах с суммарным объёмом активного газа около 7 млрд м³, также планируется расширение действующих и строительство новых ПХГ с общей активной ёмкостью порядка 8 млрд м³.
На территории России в настоящее время строится 3 ПХГ в соляных кавернах: Калининградское (Калининградская область), Волгоградское (Волгоградская область), Новомосковское (Тульская область), эксплуатируется хранилище гелиевого концентрата (Оренбург).
В настоящее время на территории Армении эксплуатируется ПХГ, общий объём которого составляет 150 млн м³. Ведутся работы по дальнейшему расширению ПХГ до 380 млн м³.

### Подземные хранилища газа в твёрдых горных породах
В мире активно увеличивается спрос на резервные мощности ПХГ, однако не везде существуют оптимальные геологические условия для создания ПХГ на базе истощённых месторождений, в водоносных пластах или в каменной соли. В связи с этим разрабатываются и внедряются технологии создания ПХГ в каменных пещерах и угольных шахтах. Примеры таких хранилищ единичны, но в каждом конкретном случае они являются технически единственно возможным и экономически обоснованным объектом для резервирования необходимого объёма природного газа.
Наибольший опыт в организации подобных хранилищ имеется у Норвегии, США, Швеции и Чехии, которые рассматривают этот вариант как более экономичную и доступную альтернативу организации ПХГ в солях и наземных хранилищ сжиженного газа.

### Подземные хранилища газа в кавернах горных пород
В Швеции в районе г. Хальмштада вблизи основной магистрали газопровода введён в эксплуатацию демонстрационный проект ПХГ Скаллен в облицованной каверне горных пород. В граните на глубине 115 м построена одна каверна (геометрический объём составляет 40 тыс. м³), стены которой укреплены стальной сеткой.

### Подземные хранилища газа в отработанных шахтах
На сегодняшний день эксплуатируются два из четырёх ПХГ, организованных в отработанных шахтах, это: ПХГ Бургграф-Бернсдорф (калийная соляная шахта, восточная Германия) и ПХГ Лейден (Лейденская угольная шахта, Колорадо, США).
ПХГ Бургграф-Бернсдорф эксплуатируется около 40 лет, с максимальным рабочим давлением более 3,6 МПа (самое высокое для хранилищ подобного рода). Главным фактором для поддержания такого давления является герметизация хранилища при помощи специальных бетонных пробок, свойств окружающих пород (калийная и каменная соль), а также гидравлической и механической систем уплотнения.

## ПХГ в современной России
В настоящее время в России создана развитая система подземного хранения газа, которая выполняет следующие функции:
- регулирование сезонной неравномерности газопотребления и обеспечение давления в системе газоснабжения;
- хранение резервов газа на случай аномально холодных зим;
- регулирование неравномерности экспортных поставок газа;
- обеспечение подачи газа в случае нештатных ситуаций в ЕСГ;
- Создание долгосрочных резервов газа на случай форс-мажорных обстоятельств при добыче или транспортировке газа.

Подземные хранилища газа (ПХГ) являются неотъемлемой частью Единой системы газоснабжения России и расположены в основных районах потребления газа.
На территории Российской Федерации расположены 27 объектов подземного хранения газа, из которых 8 сооружены в водоносных структурах, 2 — в отложениях каменной соли и 18 — в истощённых месторождениях.
В пределах ЕСГ РФ действует двадцать подземных хранилищ газа, из них 14 созданы в истощённых месторождениях: Песчано-Уметское, Елшано-Курдюмское (два объекта хранения), Степновское (два объекта хранения), Кирюшкинское, Аманакское, Дмитриевское, Михайловское, Северо-Ставропольское (два объекта хранения), Краснодарское, Кущёвское, Канчуро-Мусинский комплекс ПХГ (два объекта хранения), Пунгинское, Совхозное, с введением в строй газопровода Краснодарский край — Крым в состав системы включится и крымское Глебовское ПХГ.
7 созданы в водоносных пластах: Калужское, Щёлковское, Касимовское, Увязовское, Невское, Гатчинское, Удмуртский резервирующий комплекс (два объекта хранения).
Калининградское и Волгоградское подземное хранилище газа созданы в отложениях каменной соли
Кроме того, ведётся строительство:
В водоносных пластах:
Беднодемьяновское